# Tiago de Constantinopla
Tiago de Constantinopla (em grego: Πάπυρος; romaniz.: Iákovos; m. 1700) foi patriarca ecumênico de Constantinopla três vezes, entre 1679 e 1682, 1685 e 1686 e finalmente entre 1687 e 1688.

## História
Tiago era natural da ilha de Quio e foi inicialmente bispo metropolitano de Lárissa. Ele ascendeu ao trono patriarcal pela primeira vez em 1679 e permaneceu até 1682, quando renunciou depois de entrar em um duro conflito com o antigo patriarca Dionísio IV. Posteriormente, em 1685, Tiago foi reconvocado para o trono por uma decisão do Santo Sínodo e permaneceu por um ano, até que renunciou novamente em 1686. No ano seguinte, Tiago assumiu o trono pela terceira e última vez, mas acabou renunciando novamente em 1688.
Desta vez Tiago preferiu fugir para a Moldávia, onde morreu em 1700.